# Креста (Месина)
Креста је насеље у Италији у округу Месина, региону Сицилија.
Према процени из 2011. у насељу је живело 927 становника. Насеље се налази на надморској висини од 486 м.